# New World (jogo eletrônico)
New World é um jogo de interpretação de personagens online e em massa para multijogadores da Amazon Games.
New World é situado em meados de 1600, onde os jogadores colonizam uma terra fictícia chamada Aeternum, criada aos moldes da América Britânica, junto ao Oceano Atlântico. Os jogadores podem garimpar recursos, fabricar itens e lutar com, e contra, outros jogadores.

## Jogabilidade
O jogo é situado em meados dos anos 1600, mesmo período dos primeiros assentamentos feitos por colonizadores ingleses na América do Norte, em uma terra fictícia chamada Aeternum, junto ao Oceano Atlântico, localizada perto das Bermudas. New World é um ambiente cheio de ursos, lanças, arcos e flechas, e legiões de criaturas mortas-vivas desesperadas para expulsá-lo de suas terras, onde o jogador pode procurar recursos, criar itens e lutar com, e contra, outros jogadores. Uma versão beta fechada ocorrerá em julho de 2020 para jogadores que fizeram um pedido antecipado do jogo.

## Enredo
A lenda levou gerações de exploradores à fronteira sobrenatural conhecida como Aeternum. Repleta de uma poderosa substância conhecida como Azoth, que muitos acreditam ser a fonte da vida eterna, Aeternum tem atraído às suas terras tanto os de coração puro quanto os perversos.
A cada turno, esses desbravadores intrépidos são atormentados por uma força maligna e criaturas humanoides deformadas e distorcidas por um elemento maligno conhecido como a Corrupção. A Corrupção, como o nome sugere, corrompe de diferentes formas toda vida que toca, dependendo da exposição e da constituição do hospedeiro. Alguns se tornam cascas bestiais, outros são alçados a um poder inimaginável.
Quando não estão enfrentando Corrompidos, os exploradores são atormentados por companhias rivais de humanos ávidos por conquistar e explorar Aeternum. A vida em New World é uma implacável competição de sobrevivência, e somente os corajosos e astuciosos podem esperar combater o avanço das trevas.